# Ecclesiastes, księgi Salomonowe
Ecclesiastes, księgi Salomonowe, ktore polskim wykładem kaznodziejskie mianujemy – przekład na język polski Księgi Koheleta dokonany przez Hieronima Spiczyńskiego, wydany w 1522.
Przekład ukazał się w drukarni Hieronima Wietora. Poprzedzony został listem Wietora, skierowanym do Mikołaja Wolskiego, w którym wymieniony jest tłumacz księgi. Na końcu druku znalazła się rymowana Proza do czciciela a wiernego tej sławnej Korony Polskiej przyjaciela, autorstwa tłumacza lub drukarza, uzasadniająca potrzebę przekładania Biblii na język polski.